# كلية ييغيشي مانوكيان
كلية يغيش منوكيان هي كلية أرمنية في لبنان تقع في ضبية في قضاء المتن، وتعتبر واحدة من أفضل المدارس الأرمنية في الشتات الأرمني الشاسع، وكذلك في لبنان بفضل معدلات النجاح العالية في امتحانات البريفيت والبكالوريا اللبنانية.

## التاريخ
تأسست كلية ييغيشي مانوكيان في عام 1963 تحت اسم مدرسة روضة مارديكيان الابتدائية، ويُعتقد أن مؤسس المدرسة هو الكاثوليكي ساهاج خبيان، في 1963 تم تعيين نرسيس باخديكيان مديراً للكلية، وفي عام 1966 تم تعيين رئيس الأساقفة ميسروب أشجيان خلفاً له.
في عام 1969 دعا مجلس التعليم في أبرشية لبنان «سركيس كوليان» لتوجيه المدرسة، وقد عمل أولًا كمدرس أول ثم كمدير حتى نهاية العام الدراسي (1984-1985)، وخلال فترة حكمه نمت مدرسة مارديكيان الابتدائية وبدأت من عام 1981، وصعدت خطوة بخطوة مستويات المدارس الثانوية، وفي عهد S. Choloian أزداد عدد الطلاب حتى تم إيقاف قبول أي طلاب آخرين.

## التاريخ الحديث
بعد وفاة بابازيان في فبراير 1990 أدارت مانوشاك بويادجيان إدارة المدرسة حتى وفاتها في مارس 2005. في سبتمبر 2005، تم تعيين سيتا بويادجيان (أخت مانوشاج بويادجيان) مديرة المدرسة. بقيت مديرة لمدة 6 سنوات، حتى في عام 2011 تم تعيين زهر غزاريان كمدير رئيسي. في المستقبل القريب، سيتم تعيين Antranik Sarkissian كسفير YMC.